# Midge Klump
Midge Klump é uma personagem fictícia da série de quadrinhos Archie Comics. Ela apareceu pela primeira vez em Jughead #5, Midge foi criada para servir como namorada de Moose Mason. Na versão do live-action é interpretada por Emilija Baranac em Riverdale.

## História
Midge foi criada para servir como namorada de Moose, estreando simultaneamente em Betty and Veronica #4 e Jughead #5. Diz-se que o aniversário dela é no dia 4 de julho. Como certos outros personagens, Midge evoluiu de um personagem semelhante, mas diferente. Originalmente, Moose namorou uma garota chamada Lottie Little, que foi substituída por Midge. Por muitos anos, Midge teve uma constituição mais pequena do que as outras garotas nos quadrinhos, aumentando o contraste entre ela e Moose. Em histórias posteriores, porém, ela foi retratada tão alta quanto suas amigas, com apenas seu cabelo curto e escuro para torná-la identificável. Foi revelado em uma história no final dos anos 80 que os pais de Midge estavam se divorciando. Originalmente, ela se culpava, mas Betty a convenceu do contrário. Está implícito que, devido a algum aconselhamento, os Klumps estavam resolvendo o problema, embora não tenha sido revelado se o divórcio foi finalizado ou não.

## Intereses
Poucos dos interesses da Midge são mencionados nos quadrinhos. No entanto, ela é conhecida por ter habilidades atléticas, e joga no time de softball de Riverdale, além de ser uma líder de torcida. Midge e suas amigas desfrutam de atividades juntas, como fazer compras no Riverdale Mall. Em um episódio de Archie's Weird Mysteries, Midge revelou que quer ser acrobata; no telefilme Archie: To Riverdale and Back Again, ela tornou-se quiroprática. Nos quadrinhos, no entanto, não mostram nenhuma base para um interesse em qualquer carreira.

## Em outras mídias

### Televisão

#### Animação
- Midge apareceu em Archie's Weird Mysteries, dublada por Jill Anderson.

#### Live action
- Midge aparece no telefilme Archie: To Riverdale and Back Again, interpretada por Debi Derryberry. Ela e Moose são casados e têm um filho, ambos são quiropráticos bem-sucedidos e tem um negócio bem-sucedido de quiropraxia.
- Midge aparece na segunda temporada de Riverdale, uma série de drama da The CW, interpretada por Emilija Baranac. Midge e morta pelo Black Hood no final de "Chapter Thirty-One: A Night to Remember".[2]